# Żłobik
Żłobik (Corallorhiza Gagnebin) – rodzaj roślin należący do rodziny storczykowatych (Orchidaceae). Należy do niego 11 gatunków. Rośliny te występują w strefie umiarkowanej półkuli północnej oraz na obszarach górskich na południe od niej sięgając po Amerykę Centralną i Himalaje. Rodzaj najbardziej zróżnicowany jest w Ameryce Północnej, gdzie rosną wszystkie gatunki. Jeden gatunek występuje także w Azji i Europie, w tym także w Polsce – żłobik koralowy C. trifida.

## Morfologia
PokrójBezzieleniowe, myko-heterotroficzne byliny, o pędach pozbawionych korzeni, pod ziemią wykształconych w postaci gęsto rozgałęzionego kłącza pokrytego drobnymi łuskami, nad ziemią z bezlistną, nagą i prosto wzniesioną łodygą barwy żółtawozielonej, brązowawej lub fioletowej.
KwiatyZebrane w liczbie od dwóch do ponad 40 w gęsty lub luźny, groniasty kwiatostan. Kwiatostan wspierają 3–4 podsadki, zredukowane do rurkowatych pochew. Okwiat zamknięty lub z listkami rozpostartymi, na końcach zaostrzonymi lub tępymi. Warżka szerokoowalna, zwężona u nasady, po bokach często z dwiema klapkami. Prętosłup wygięty ku warżce, z czterema pyłkowinami.
OwoceZwisające, eliptyczne lub jajowate, trójkanciaste torebki.

## Systematyka
Pozycja systematyczna
Jeden z siedmiu rodzajów plemienia Calypsoeae w obrębie podrodziny epidendronowych (Epidendroideae) z rodziny storczykowatych (Orchidaceae). Storczykowate są kladem bazalnym w rzędzie szparagowców Asparagales w obrębie jednoliściennych.
Wykaz gatunków
- Corallorhiza bentleyi Freudenst.
- Corallorhiza bulbosa A.Rich. & Galeotti
- Corallorhiza ekmanii Mansf.
- Corallorhiza macrantha Schltr.
- Corallorhiza maculata Raf.
- Corallorhiza mertensiana Bong.
- Corallorhiza odontorhiza (Willd.) Nutt.
- Corallorhiza striata Lindl.
- Corallorhiza trifida Châtel. – żłobik koralowy
- Corallorhiza williamsii Correll
- Corallorhiza wisteriana Conrad